# András Tanoh Dez
András Tanoh Dez (Budapest, 29 de marzo de 2002) es un jugador de baloncesto húngaro que pertenece a la plantilla del Falco KC Szombathely. Con 1,90 metros de altura juega en la posición de base y escolta.

## Trayectoria profesional
Tanoh Dez comenzó a jugar baloncesto en las categorías inferiores del Budapesti Honvéd SE de su ciudad natal con el que llegó a debutar en la temporada 2022-23 en la NB I/A, la primera división húngara. 
En la temporada 2023-24, fichó por el Falco KC Szombathely de la NB I/A.
El 8 de julio de 2024, firma por el Hestia Menorca de la Primera FEB. El 20 de febrero de 2025, finaliza su contrato de cesión con el conjunto menorquín.

### Internacional
Tanoh representó a la Selección de baloncesto de Hungría en el Campeonato Europeo Sub-20 de la división de 2022.